# 筑後川昇開橋
筑後川昇開橋（ちくごがわしょうかいきょう、Chikugo River Lift bridge）は、日本国有鉄道（国鉄）佐賀線に存在し、筑後川をまたいで福岡県大川市と佐賀県佐賀市諸富町（廃線時・佐賀郡諸富町）を結んでいた鉄道用可動式橋梁である。佐賀線の廃線後も保存され、現在は歩道橋として活用されている。旧筑後川橋梁（筑後川昇開橋）として重要文化財および機械遺産に指定されている。

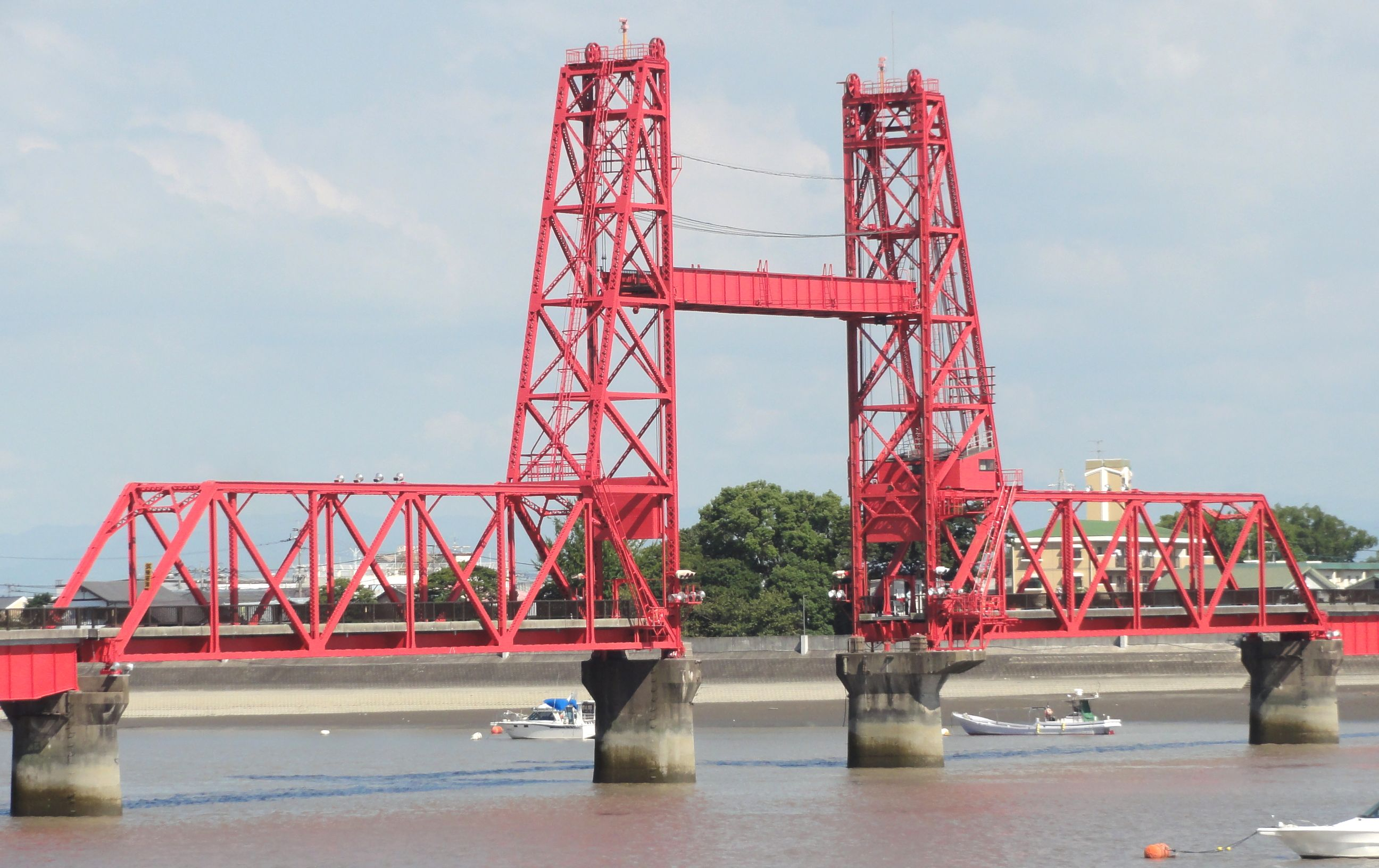
遊歩道として残る昇開橋

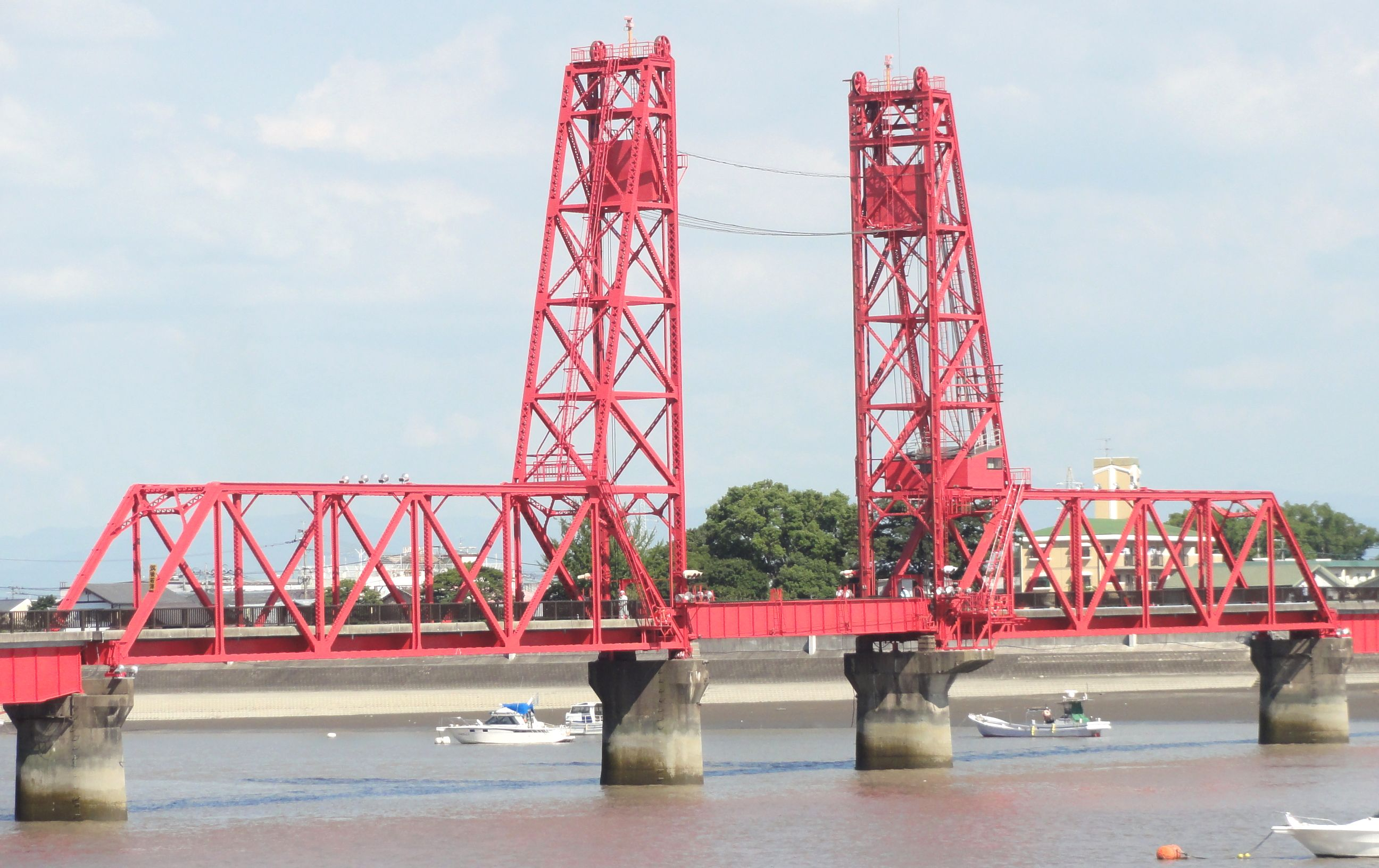
下降状態の昇開橋

## 概要
筑後川昇開橋は、鉄道省佐賀線の鉄道橋梁「筑後川橋梁（ちくごがわきょうりょう）」として建設され、1935年（昭和10年）竣工、同年5月25日に開業した。舟運との共存のため、橋の一部が可動式となっている可動橋には旋回橋、跳開橋（跳ね橋）、昇開橋などがあるが、本橋は橋桁の一部が垂直方向に上下する昇開橋として日本に現存する最古のものである。橋の全長は507.2メートル、可動部分の長さは24.2メートル、昇降差は23メートルである。本橋の設計施行に中心的役割を果たしたのは、鉄道技師の釘宮磐（鉄道省熊本建設事務所長）であった。昇開橋の仕組みそのものは、坂本種芳が考えた。竣工当時は「東洋一の可動式鉄橋」と呼ばれた。また、この筑後川昇開橋の構造を解説するために精巧な模型が交通博物館（閉館）及び鉄道博物館（埼玉県さいたま市）で展示されている。ちなみに、昇開橋の精巧模型は1937年（昭和12年）にフランス・パリで行われたパリ万博に出展されたものである。
建設するにあたっては、位置的に筑後川の河口付近で、有明海の潮の干満の影響も直に受ける地理的条件があり、しかも、付近には港もあり、建設当時は船が主要交通機関であったため、大型船の往来も激しかった。通常の橋だと干満の影響で船が通れなくなってしまう可能性があったため、中央部の橋が可動して船が通れる構造になった。
国鉄の民営化を前に1987年（昭和62年）3月27日限りで佐賀線は廃線となり、同橋梁も閉鎖され、筑後川を管理する当時の建設省からも撤去勧告がなされ、解体も検討された。しかし地元では橋存続の要望が強く、1992年（平成4年）9月17日に日本国有鉄道清算事業団から大川市へ無償譲渡され、1996年（平成8年）に大川市道としての扱いの遊歩道として復活し、現在では大川市と諸富町のシンボル的存在となっている。また、橋の両端には公園が整備されていて、現役当時の橋の姿のモニュメントや佐賀線で使われていた3灯式信号機や警報機などが保存されている。
1996年（平成8年）に国の登録有形文化財に登録、2003年（平成15年）5月30日に、国の重要文化財に指定され、2007年（平成19年）8月7日に日本機械学会より機械遺産（23番）に認定された。2009年（平成21年）7月30日から橋脚の修復や塗装の塗り替え、遊歩道に防水加工を施すなどの保存修理工事が行われ、2011年（平成23年）2月13日に通行が再開された。調査費を含めた総事業費は約3億円。平成27年2月1日から平行滑車の劣化が原因で桁に歪みが生じたため補修工事が行われた。同年3月1日に通行が再開された。

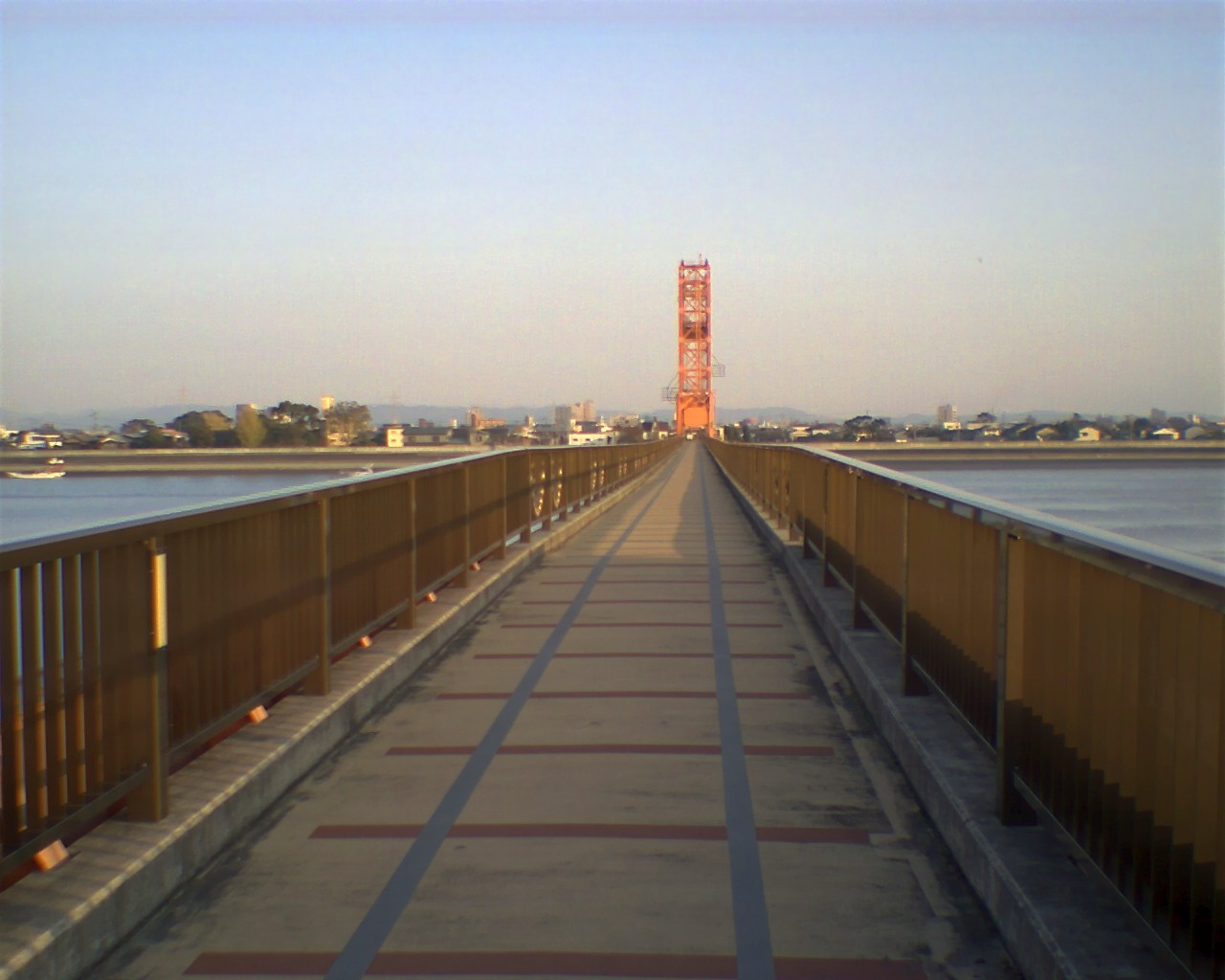
諸富側から撮影
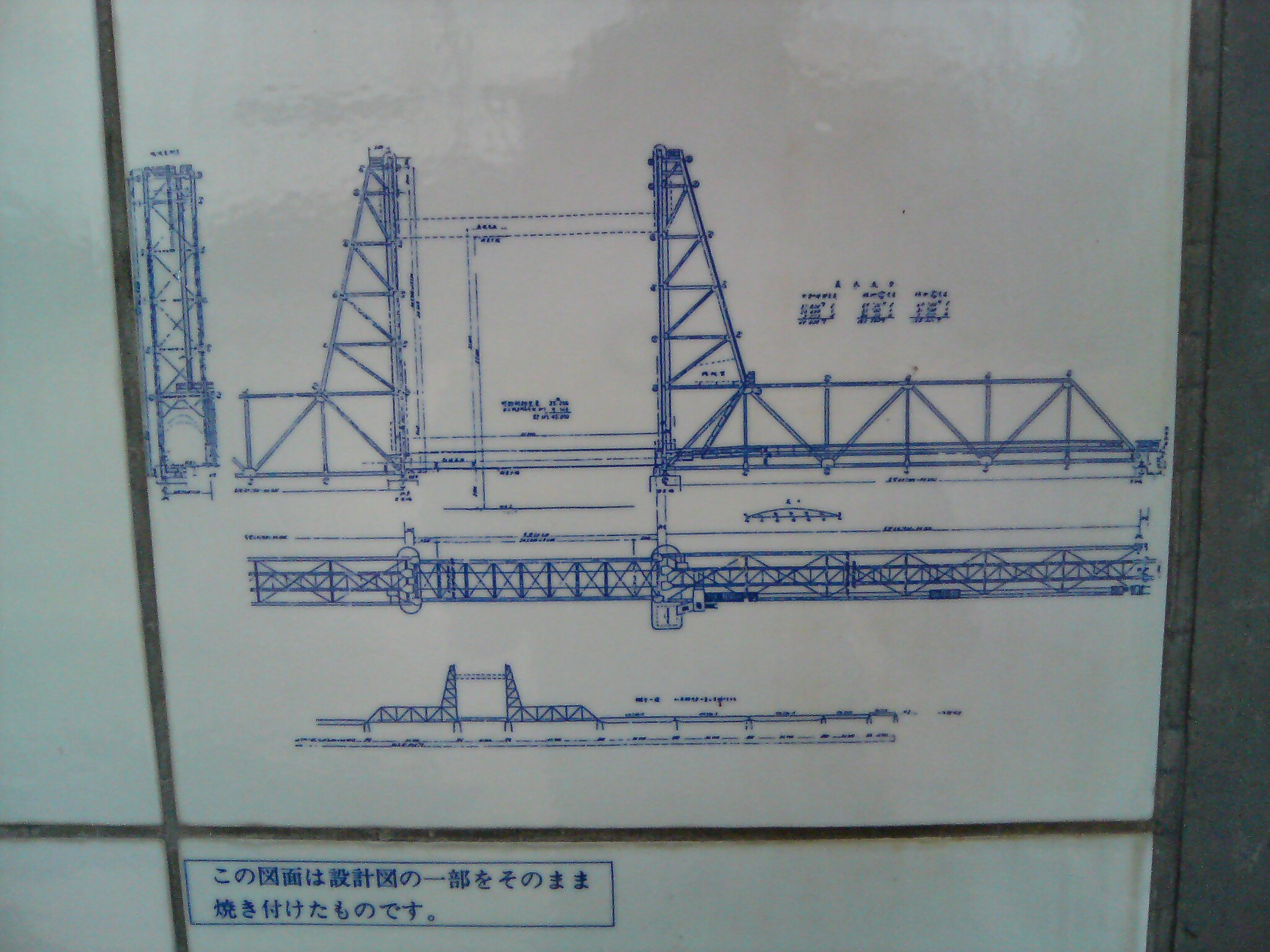
設計当時の昇開橋図面
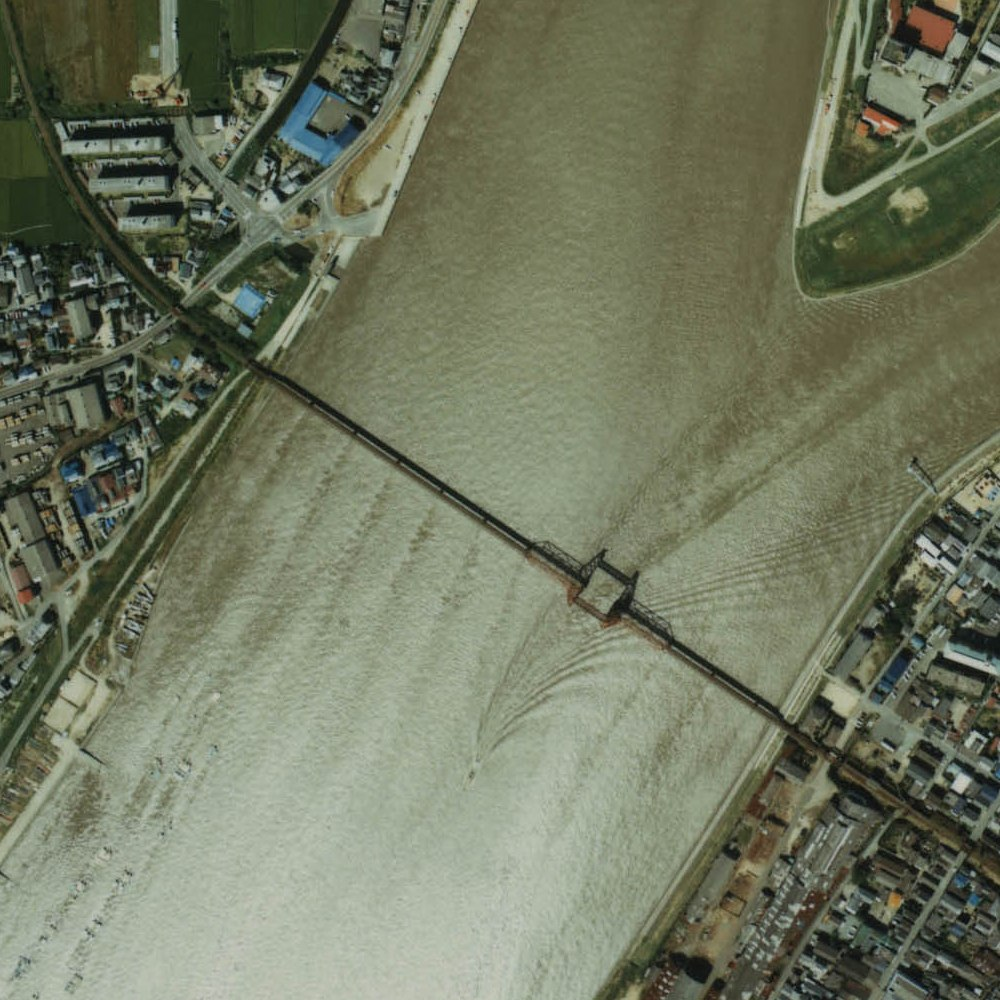
筑後川昇開橋の航空写真、廃線直後の1987年撮影、上昇時。右下が福岡県側、左上が佐賀県側。
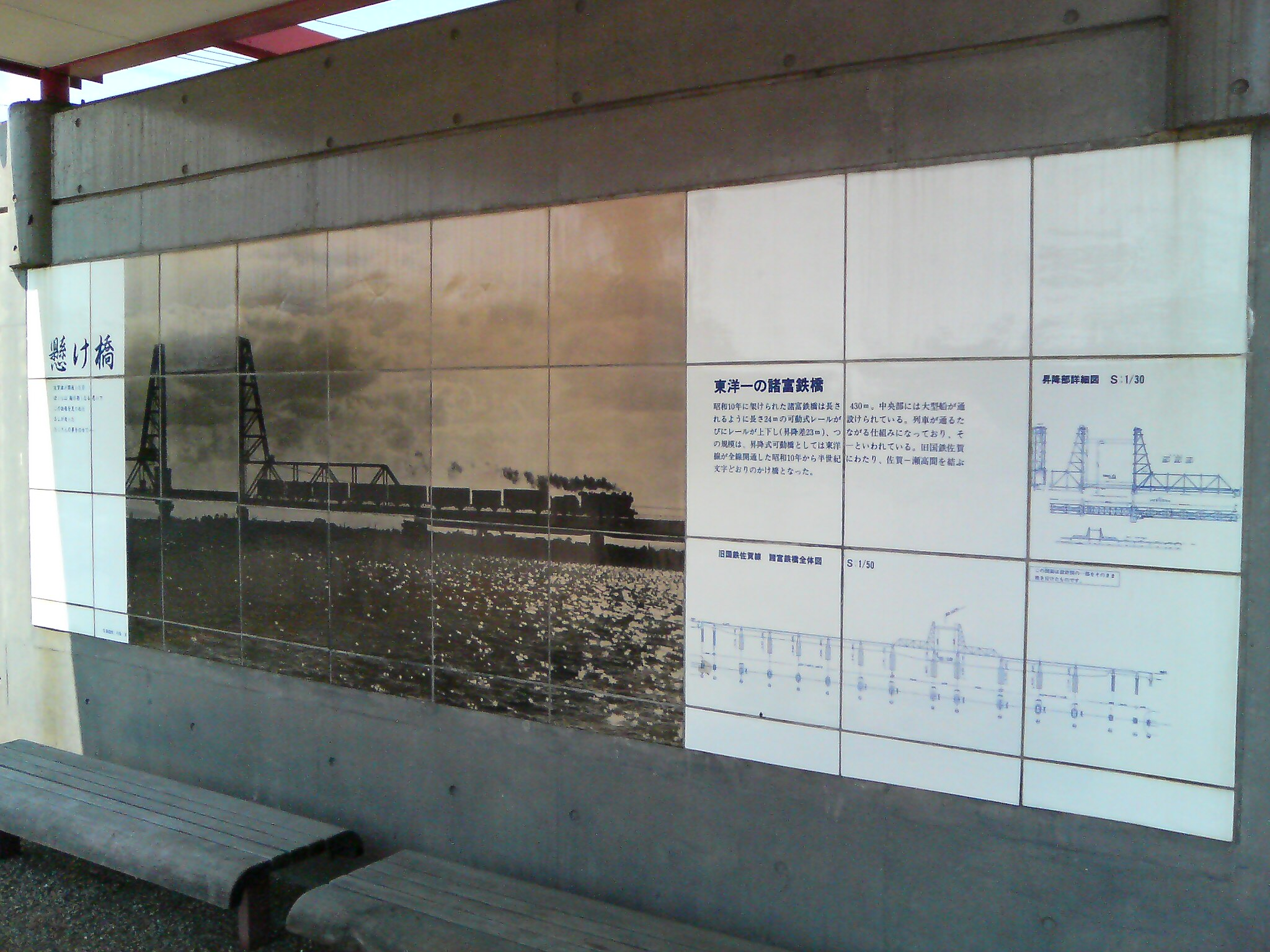
佐賀県側の公園には鉄道橋時代の写真や設備が遺されている。
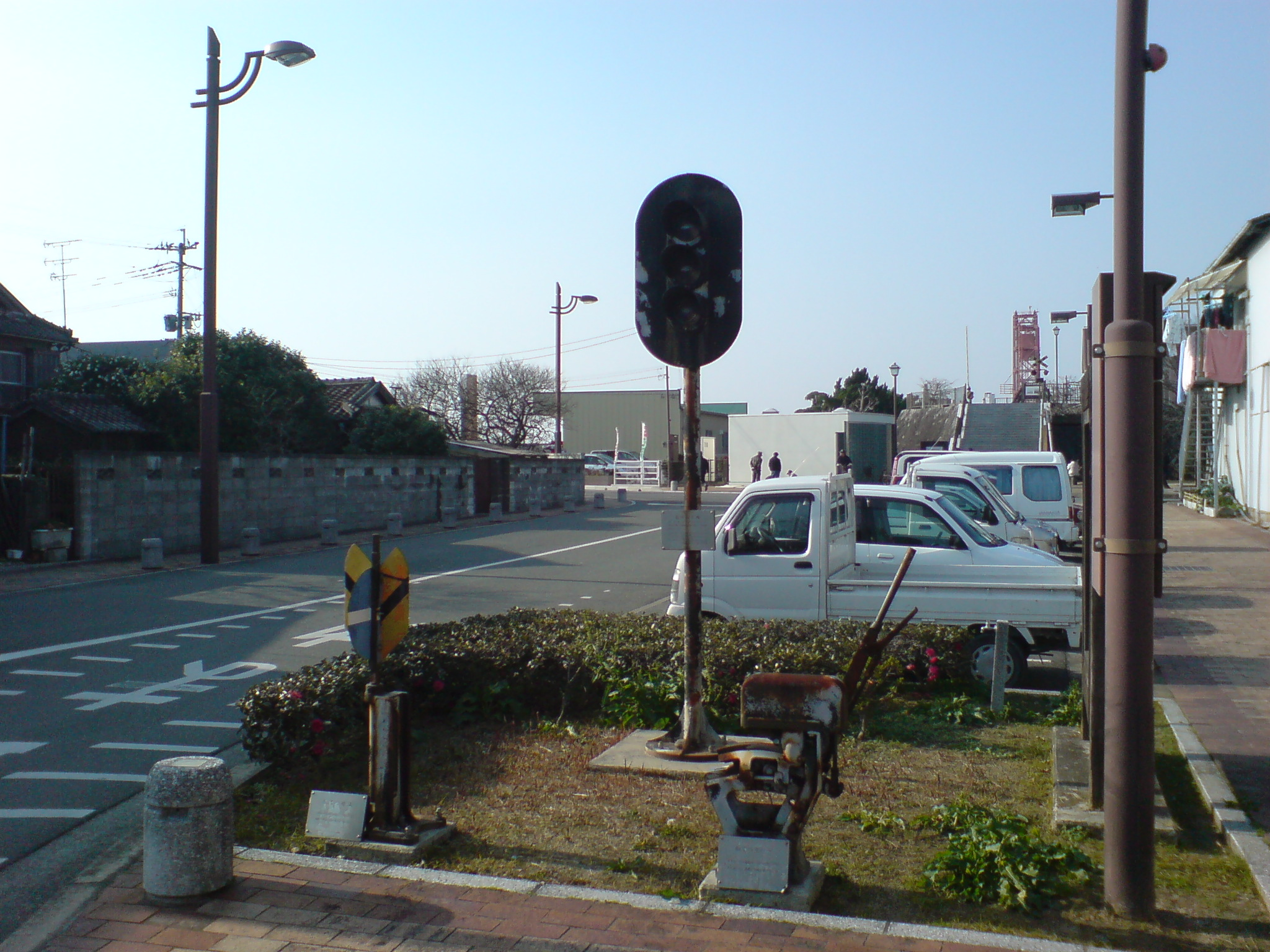
福岡県側にも鉄道のモニュメントが遺されている。
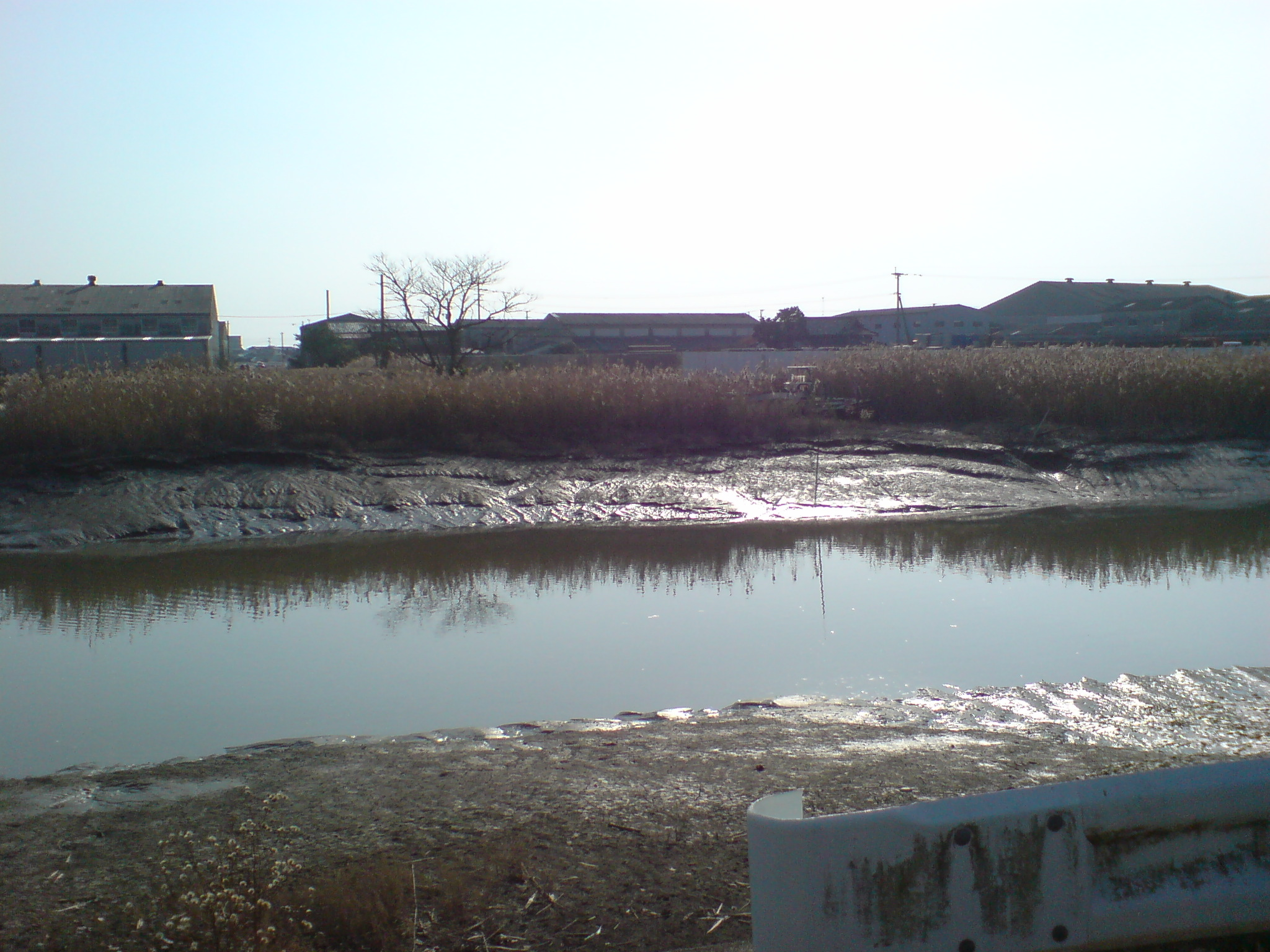
花宗川橋梁跡。昇開橋側より筑後大川駅方面を望む。工場の切り目が筑後大川駅跡である。
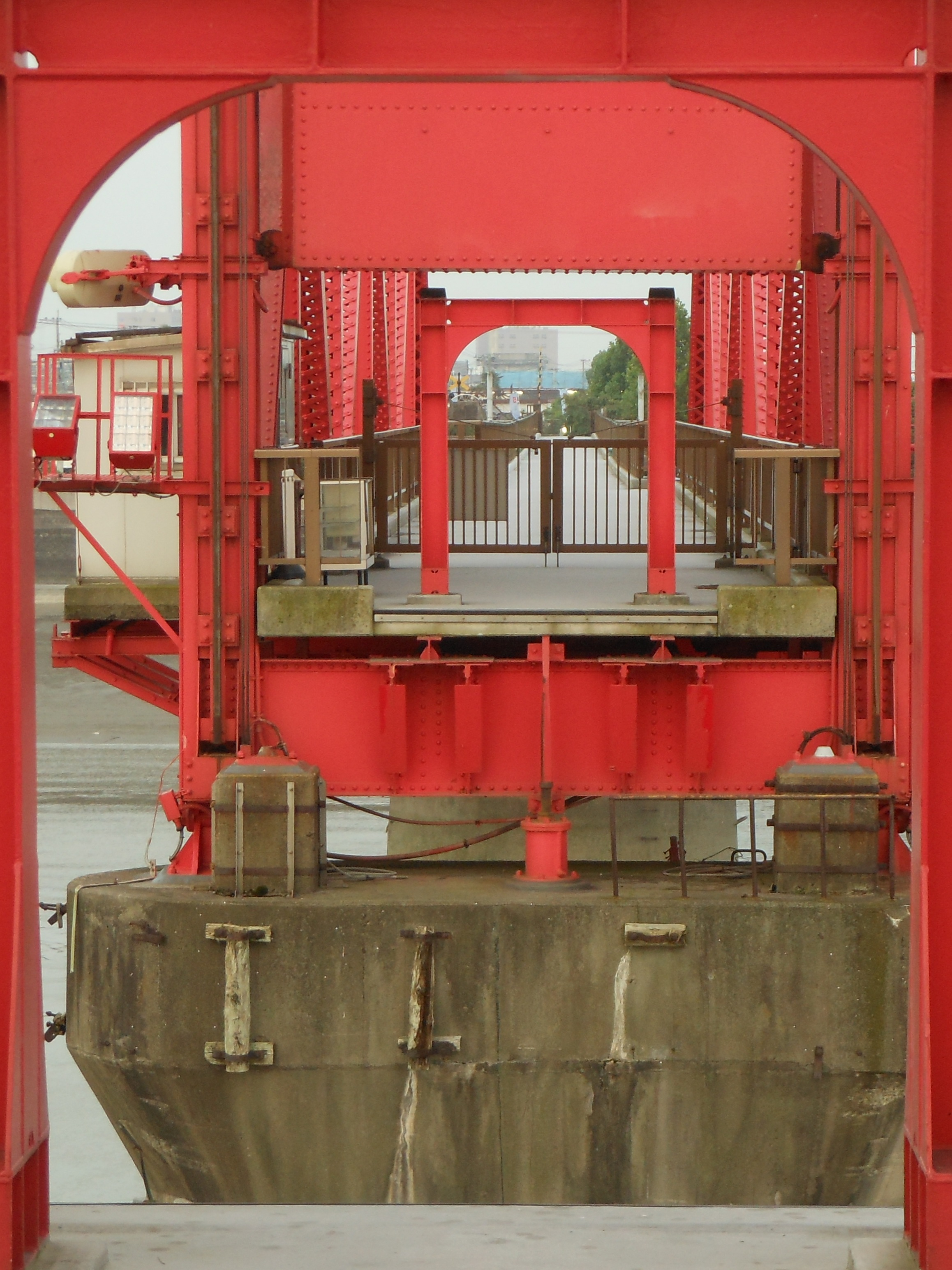
昇降設備と機械室

## 観光情報

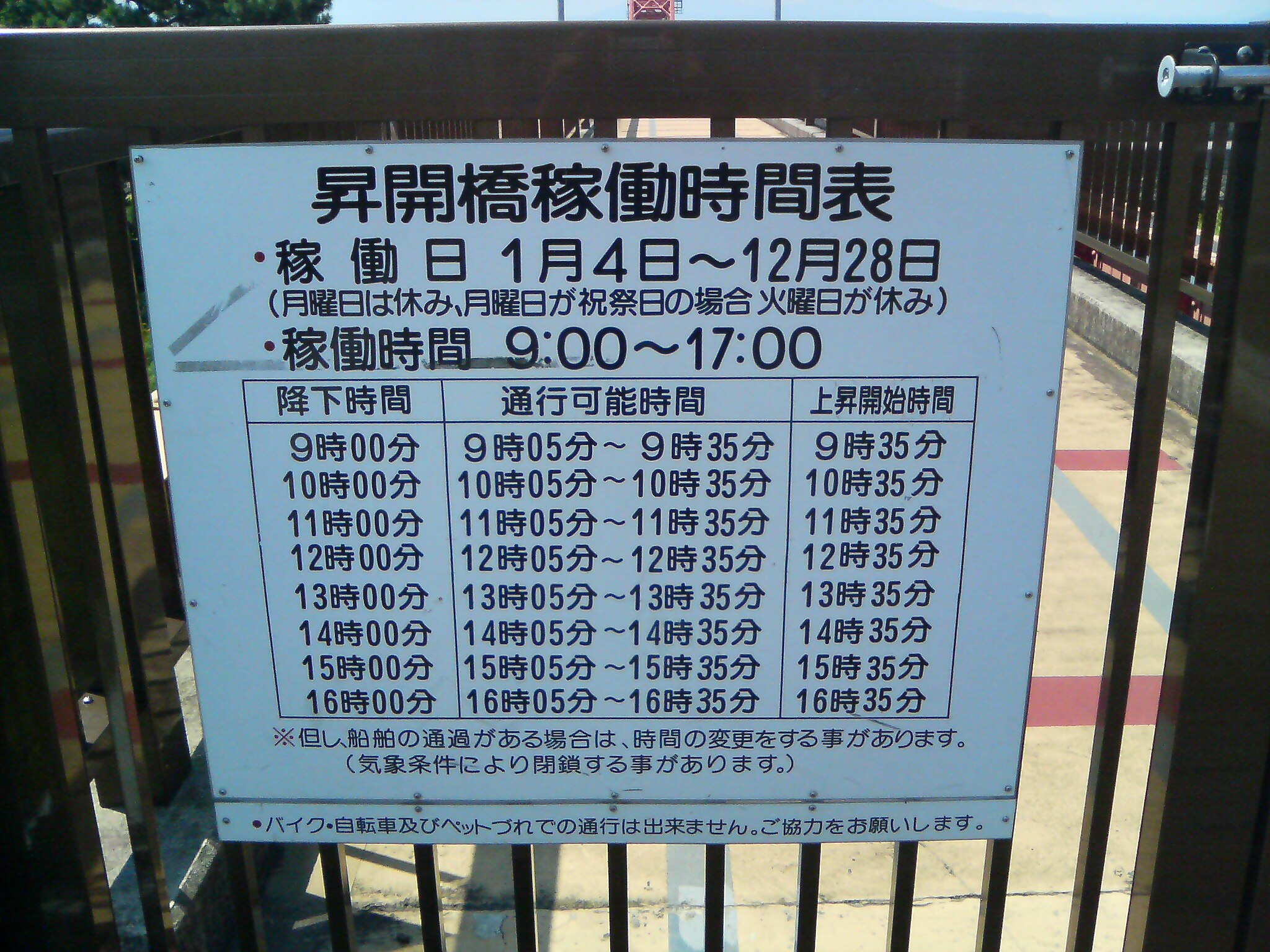
昇開橋稼動時間表

稼働日1月4日〜12月28日
休業日毎週月曜日（月曜日が祝日の場合は火曜日）
稼働時間9:00〜17:00（詳細は写真参照）
通行料金不要（ただし、橋の運営資金のための寄付金箱が橋の中央部の事務所前に設置されている）
両岸に駐車場があり約20台ほど駐車できる。佐賀県側は特産物直売所「橋の駅ドロンパ」。また、橋はペット連れやバイクの乗り入れは不可能である。自転車は降りて通行する事は可能。なお、気象条件により休業の場合があり、大型船の航行により稼働時間がずれる場合がある。
2011年12月に可動桁の滑車が故障したため、遊歩道としては一時通行止めとなっていたが、2013年（平成25年）6月に復旧し、現在は平常どおり通行できるようになっている。
2012年（平成24年）3月27日より日没〜22時にライトアップが行われている。

## アクセス方法
- 西鉄天神大牟田線西鉄柳川駅から
  - 西口駅前バスセンター3番のりばより西鉄バス「大川・諸富経由の佐賀駅バスセンター」行に乗り、「大川橋」で下車。そのバス停から向かって大川橋交差点を左折し、二つに分岐している道があるのでそこを右折直進し、しばらくすると筑後川昇開橋が見えてくる。バスダイヤも福岡天神方面からの特急電車と連絡する形となっており、福岡市方面からは最も便利な行き方である。
- JR九州長崎本線佐賀駅から
  - 佐賀駅バスセンター3番のりばから佐賀市営バス「諸富・早津江線」に乗り、「昇開橋前」下車。
  - 上記の西鉄バス「西鉄柳川駅～佐賀駅バスセンター」でアクセスする場合は、「諸富橋」が佐賀県側の最寄りバス停となる。２系統合わせると、日中１時間あたり２～３本の便がある。
- JR九州鹿児島本線羽犬塚駅から
  - 同駅のバス停より西鉄バス「大野島農協前」行に乗車し、「中原高木病院前」乗換、タクシーまたは西鉄バス「佐賀駅バスセンター」行に乗車し、「大川橋」で下車。バス停からは「西鉄柳川駅から」の項を参照。
- 自家用車の場合
  - 九州自動車道の八女ICより、国道442号を西へ直進。宮内交差点を左折、しげあみ交差点を右折、中原交差点を左折、そして東町交差点を右折し直進（宮内交差点を直進し、中原交差点を直進し、東町交差点を右折し直進するルートもある）。
  - 長崎自動車道の東脊振ICより、国道385号を南へ直進し、青木中津大橋を渡った後、右折し、筑後川の堤防に沿って大川橋交差点を直進し、一方通行の道へ入り、若津下町交差点を右折する。

## その他
- 2003年（平成15年）には、二階堂酒造が製造する大分むぎ焼酎・二階堂（「遠い憧れ」篇・2003年製作）のCMのロケ地のひとつにもなっている[11]。
- 旧国鉄佐賀線の筑後川昇開橋から南佐賀駅跡まで、現在は「徐福サイクルロード」として自転車道に整備されているが、筑後川昇開橋は自転車乗車禁止であり、自転車は押して通行しなければいけない。
- 橋の上流側の筑後川右岸に味の素九州工場があり、原材料や製品を輸送する内航貨物船・タンカーが橋の下を航行して工場の桟橋に発着する。
- 筑後川昇開橋から大川方面に1kmほど進んだところの花宗川には佐賀線が廃止されるまで跳開橋（跳ね橋）が設けられていたが、廃止から数年後に撤去され面影も残っていない。
- 日本国内において、現在も使用されている可動橋の鉄道橋梁は三重県四日市市にある末広橋梁（跳開橋）のみである。